# Anna Jurkiewicz
Anna Jurkiewicz (ur. 9 lutego 1984 w Oświęcimiu) – polska łyżwiarka figurowa, startująca w konkurencji solistek. Uczestniczka igrzysk olimpijskich (2010), mistrzostw Europy i świata, czterokrotna mistrzyni Polski (2007, 2008, 2009, 2011). Zakończyła karierę amatorską w 2011 roku.

## Życiorys
Mając 9 lat wykonywała podwójnego axla. W wieku 13 lat wykonywała wszystkie skoki potrójne (oprócz axla), w tym kombinację dwóch potrójnych skoków. Spędziła wtedy kilka tygodni w Chicago, trenując pod okiem Marii Jeżak-Athey.
Była pierwszą w historii reprezentantką Polski, która zakwalifikowała się do finału cyklu Grand Prix Juniorów (w 1999). W swoim debiucie na Mistrzostwach Świata Juniorów w 1998 zajęła 5. miejsce. W tym samym roku wygrała także zawody Gardena Spring Trophy w kategorii juniorów.
Kolejne sezony były gorsze, przeplatane kontuzjami, problemami rodzinnymi (śmierć matki) i osobistymi (trzymanie wagi). W 2003 kontuzja pleców spowodowała odejście z amatorskiego uprawiania łyżwiarstwa po zakończeniu sezonu. Zawodniczka powróciła do czynnego uprawiania sportu w kwietniu 2006.
W grudniu 2006 zdobyła tytuł mistrzyni Polski, stając się kandydatką do startu na Mistrzostwach Europy w Warszawie, gdzie po przyzwoicie wykonanych programach zajęła ostatecznie 22. miejsce. Pod znakiem zapytania stał przez długi czas jej występ w Mistrzostwach Świata, gdzie Jurkiewicz zajęła ostatecznie 31. miejsce, po programie krótkim, który nie dał jej możliwości startu w jeździe dowolnej.
W marcu 2009 wywalczyła kwalifikację olimpijską, a w lutym 2010 została oficjalnie zakwalifikowana przez PKOl do kadry narodowej na Zimowe Igrzyska Olimpijskie 2010 w Vancouver. Na igrzyskach w konkurencji solowej zajęła ostatnie, 30. miejsce w programie krótkim (zdobywając 36,1 punktu), ze stratą 14 punktów do 24. pozycji kwalifikującej do programu obowiązkowego i tym występem zakończyła swój start.
Po nieudanym sezonie 2009/2010, którego punktem kulminacyjnym był bardzo słaby występ na Olimpiadzie w Vancouver, zawodniczka nosiła się z zamiarem zakończenia kariery. Ostatecznie zdecydowała się na zmianę otoczenia i przeniosła się do klubu Axel Toruń, gdzie jej trenerami byli Dorota Zagórska i Mariusz Siudek, choreografią i przygotowaniem od strony artystycznej zajęła się Sylwia Nowak-Trębacka, natomiast przygotowaniem kondycyjnym – Joanna i Jacek Chmiel.
Zakończyła karierę amatorską w 2011 roku.

## Osiągnięcia
| Zawody                                | 95–96          | 96–97          | 97–98          | 98–99          | 99–00          | 00–01          | 01–02          | 02–03          | 05–06          | 06–07          | 07–08          | 08–09          | 09–10          | 10–11          |                |                |                |
| Międzynarodowe                        | Międzynarodowe | Międzynarodowe | Międzynarodowe | Międzynarodowe | Międzynarodowe | Międzynarodowe | Międzynarodowe | Międzynarodowe | Międzynarodowe | Międzynarodowe | Międzynarodowe | Międzynarodowe | Międzynarodowe | Międzynarodowe | Międzynarodowe | Międzynarodowe | Międzynarodowe |
| ------------------------------------- | -------------- | -------------- | -------------- | -------------- | -------------- | -------------- | -------------- | -------------- | -------------- | -------------- | -------------- | -------------- | -------------- | -------------- | -------------- | -------------- | -------------- |
| Igrzyska olimpijskie                  |                |                |                |                |                |                |                |                |                |                |                |                | 30             |                |                |                |                |
| Mistrzostwa świata                    |                |                |                |                |                |                |                |                |                | 31             | 34             | 19             |                |                |                |                |                |
| Mistrzostwa Europy                    |                |                |                |                |                |                |                |                |                | 22             | 19             |                |                |                |                |                |                |
| GP Trophée Eric Bompard               |                |                |                |                |                |                |                |                |                |                |                |                | 10             |                |                |                |                |
| Cup of Nice                           |                |                |                |                |                |                |                | 2              |                | 14             | 2              |                |                | 9              |                |                |                |
| Golden Spin Zagrzeb                   |                |                |                |                |                |                |                |                |                |                | 7              |                |                |                |                |                |                |
| Memoriał Karla Schäfera               |                |                |                |                |                |                |                | 9              |                | 10             |                |                |                |                |                |                |                |
| Memoriał Ondreja Nepeli               |                |                |                |                |                |                |                |                |                |                | 6              | 17             |                | 4              |                |                |                |
| Merano Cup                            |                |                |                |                |                |                |                |                |                |                | 2              |                |                |                |                |                |                |
| Nebelhorn Trophy                      |                |                |                |                |                |                |                |                |                |                | 7              |                |                |                |                |                |                |
| NRW Trophy                            |                |                |                |                |                |                |                |                |                |                |                |                |                | 18             |                |                |                |
| Międzynarodowe: Kategorie młodzieżowe |                |                |                |                |                |                |                |                |                |                |                |                |                |                |                |                |                |
| Mistrzostwa świata juniorów           |                |                | 5              | 25             | 27             | 31             |                |                |                |                |                |                |                |                |                |                |                |
| JGP Finał                             |                |                |                | 5              |                |                |                |                |                |                |                |                |                |                |                |                |                |
| JGP w Bułgarii                        |                |                | 8              |                |                |                |                |                |                |                |                |                |                |                |                |                |                |
| JGP we Francji                        |                |                |                | 2              |                |                |                |                |                |                |                |                |                |                |                |                |                |
| JGP w Holandii                        |                |                |                |                | 9              |                |                |                |                |                |                |                |                |                |                |                |                |
| JGP w Niemczech                       |                |                | 4              | 2              |                | 5              |                |                |                |                |                |                |                |                |                |                |                |
| JGP w Norwegii                        |                |                |                |                | 11             |                |                |                |                |                |                |                |                |                |                |                |                |
| JGP w Polsce                          |                |                |                |                |                | 1              |                |                |                |                |                |                |                |                |                |                |                |
| Budapest Cup                          | 3 J            |                |                |                |                |                |                |                |                |                |                |                |                |                |                |                |                |
| Cup of Nice                           |                |                |                |                |                |                | 13 J           |                |                |                |                |                |                |                |                |                |                |
| European Criterium                    |                |                |                |                |                | 1 J            |                |                |                |                |                |                |                |                |                |                |                |
| Gardena Spring Trophy                 |                |                | 1 J            |                |                |                |                |                |                |                |                |                |                |                |                |                |                |
| Grand Prize SNP                       |                |                |                |                | 1 J            |                |                |                |                |                |                |                |                |                |                |                |                |
| PFSA Trophy                           |                | 2 J            | 1 J            |                |                |                |                |                |                |                |                |                |                |                |                |                |                |
| Krajowe                               |                |                |                |                |                |                |                |                |                |                |                |                |                |                |                |                |                |
| Mistrzostwa Polski                    | 2 J            | 1 J            | 1 J            | 1 J            |                | 1 J            | 4              | 2              |                | 1              | 1              | 1              | 2              | 1              |                |                |                |